# Luftwaffeninstandhaltungsregiment 1
Das Luftwaffeninstandhaltungsregiment 1 (LwInsthRgt 1) war eine am 1. Juli 2002 im Fliegerhorst Erding aufgestellte und zum 31. Dezember 2012 aufgelöste Einheit der Bundeswehr (Luftwaffe). Das Leistungsspektrum des Regiments war vergleichbar mit einem wirtschaftlich ausgerichteten Logistikunternehmen. Seine unterstellten Einheiten konzentrierten sich weitestgehend im Süden Deutschlands.

## Transformation
Hervorgegangen war das Luftwaffeninstandhaltungsregiment 1 aus dem bis 30. Juni 2002 bestehenden Luftwaffenversorgungsregiment 1 (LwVersRgt 1), das wie alle anderen Luftwaffenversorgungsregimenter der Luftwaffe in Erding, Landsberg am Lech, Neckarzimmern, Mechernich und Wunstorf aufgelöst wurde.
Gleichzeitig wurden auch die den verschiedenen Luftwaffenversorgungsregimentern unterstellten Luftwaffenwerften in Luftwaffeninstandhaltungsgruppen umbenannt und den zwei neu aufgestellten Luftwaffeninstandhaltungsregimentern in Erding und Diepholz unterstellt.
Mit der Aufstellung des Luftwaffeninstandhaltungsregimentes 1 am 1. Juli 2002 wurden dem Regiment die Luftwaffenwerften 11 (Neckarzimmern), 12 (Ummendorf), 13 (Landsberg), 14 (Erding) und 15 (Erding) unterstellt. Dazu gehörten auch zwei abgesetzte Einheiten in Manching und Penzing. Mit der Stationierungsentscheidung durch den damaligen Bundesverteidigungsminister Peter Struck im Jahr 2004 und der damit einhergehenden Einnahme einer neuen Luftwaffenstruktur mussten auch im Bereich der Logistik Anpassungen an den veränderten Instandsetzungsbedarf der Luftwaffe vorgenommen werden. Zunächst wurde eine detaillierte Entscheidung zur Logistik noch zurückgestellt. Dies wurde im Frühjahr 2007 durch Verteidigungsminister Franz Josef Jung mit der Veröffentlichung der sogenannten Feinausplanungen nachgeholt.
Im Zuge der Umsetzung dieser Planung wurden zum 31. Dezember 2008 alle dem Luftwaffeninstandhaltungsregiment 1 unterstellten Luftwaffenwerften aufgelöst und deren Aufgaben in zwei Kompetenzzentren zusammengefasst.
Diese Kompetenzzentren sind das Systemzentrum Avionik, das am 1. Januar 2009 in der Welfen-Kaserne in Landsberg am Lech aufgestellt wurde und nach 2012 an den Regimentsstandort nach Erding verlegt werden sollte, und das Systemzentrum Luftfahrzeugtechnik, das ebenfalls am 1. Januar 2009 im Fliegerhorst Erding aufgestellt wurde. Dem Systemzentrum Luftfahrzeugtechnik sind zudem abgesetzte Bereiche in Ummendorf und Penzing, sowie Kooperationen zwischen Luftwaffe und Rüstungsindustrie in Manching, München und Erding unterstellt.
Am 26. Oktober 2011 stellte Verteidigungsminister Thomas de Maizière im Zuge der durch seinen Amtsvorgänger Karl-Theodor zu Guttenberg eingeleiteten Bundeswehrreform das neue Stationierungskonzept vor. Dies sieht sowohl die Auflösung des Luftwaffeninstandhaltungsregiments 1 als auch des Systemzentrum Luftfahrzeugtechnik vor. Das Systemzentrum Avionik bleibt demnach in der Welfenkaserne am Standort Landsberg beheimatet und wird in eines der beiden zu bildenden Waffensystemunterstützungszentren integriert, ebenso wie der abgesetzte Bereich des Systemzentrum Luftfahrzeugtechnik im Ummendorf. Die Firma MTU stellte sich in der Folge der Bekanntgabe durch den Verteidigungsminister hinter den Standort Erding und möchte die Kooperation mit der Luftwaffe zur Triebwerksinstandhaltung auch weiterhin in Erding belassen.
Die Auflösung des Luftwaffeninstandhaltungsregiments 1 wurde bei einem Militärischen Appell am 12. Dezember 2012 mit Wirkung zu Ablauf des Jahres 2012 vollzogen.

## Auftrag
Das Regiment deckte mit seinen unterstellten Einheiten folgende Kompetenz- und Technologiefelder ab:
- Technische und logistische Unterstützung der Geschwader der Bundeswehr an deren Heimatstandorten und im Einsatzland
- Fachliche Zuarbeit für das Waffensystemkommando der Luftwaffe, das Bundesamt für Wehrtechnik und Beschaffung und andere Dienststellen der Bundeswehr
- Beteiligung bei der Weiterentwicklung von kooperativen Konzepten für die Zusammenarbeit von Industrie und Luftwaffe

Die beiden Systemzentren waren die Kompetenzzentren der Bundeswehr für die Instandhaltung und den Erhalt der Erkenntnis- und Beurteilungsfähigkeit der Streitkräfte für alle fliegenden Waffensysteme und ihrer komplexen Baugruppen wie Strahltriebwerke, Hydraulikanlagen und Avioniksysteme.
Der Stab des Regiments war verantwortlich für die Überwachung, Koordinierung sowie Unterstützung der unterstellten Einheiten, wie bei allen Dienststellen der Bundeswehr. Zu seinen Aufgaben gehören die Personalbearbeitung, Organisation, Ausbildung und Materialbewirtschaftung bis hin zur IT-Unterstützung.
Besonderheit des Stabes des Luftwaffeninstandhaltungsregimentes 1 war die Arbeitsgruppe für technische Untersuchungen (AGTU). Sie führt im Auftrag des General Flugsicherheit in der Bundeswehr und im Auftrag des Waffensystemkommando der Luftwaffe technische Untersuchungen an Neu- und Unfallteilen von Luftfahrzeugen der Bundeswehr durch.

## Unterstellte Dienststellen
Dem Luftwaffeninstandhaltungsregiment 1 waren zuletzt folgende Einheiten unterstellt:
- Systemzentrum Avionik (SysZ Avionik)
- Systemzentrum Luftfahrzeugtechnik (SysZ LfzT)
  - Abgesetzter Bereich Ummendorf SysZ LfzT
  - Abgesetzter Bereich Penzing SysZ LfzT
  - Abgesetzter Bereich Koop Manching SysZ LfzT (EKZ – Eurofighter Kooperation Zelle)
  - Abgesetzter Bereich Koop München SysZ LfzT
  - Abgesetzter Bereich Koop Erding SysZ LfzT
  - Abgesetzter Bereich Neckarzimmern SysZ LfzT (wurde zum 31. Dezember 2008 ausgelöst)
- Fliegerhorststaffel Erding
- Zivile Ausbildungswerkstatt Erding